# De Streekradio
De Streekradio, eerder bekend als de Lokale Omroep Zuidwolde (LOZ), is een lokale radiozender in de gemeente De Wolden. Dit radiostation heeft huisgehouden op verschillende locaties, onder andere aan de Bernardlaan te Zuidwolde. Anno 2015 bevindt het station zich aan de Nijverheidsweg te Zuidwolde.

## Geschiedenis
De omroep zond op 4 november 1989 voor het eerst uit.
In 1997 werden de oude gemeentes in Drenthe opgeheven en ontstond er na de gemeentelijke herindeling een nieuwe gemeente, namelijk gemeente De Wolden. Deze bestond uit de voormalige gemeenten Zuidwolde, De Wijk, Ruinen en Ruinerwold. Aangezien er in een gemeente maar 1 omroep actief mag zijn, moesten de omroepen uit de voormalige gemeenten samengaan of ieder een eigen aanvraag indienen.
In De Wijk was er wel een omroep, maar alleen op papier, deze zond nog niet uit. Na moeilijke onderhandelingen kon in 1999 Streekradio de Wolden de lucht in.

## Ontvangst
- FM 104.8 (ether)
- FM 106.5 (kabel)